# Endoxyla magnifica
Endoxyla magnifica is een vlinder uit de familie van de Houtboorders (Cossidae). De wetenschappelijke naam van deze soort is voor het eerst voorgesteld als Xyleutes magnifica door Lionel Walter Rothschild in een publicatie uit 1896.
De soort komt voor in Australië en Nieuw-Zeeland.